# 2283 Bunke
A 2283 Bunke (ideiglenes jelöléssel 1974 SV4) a Naprendszer kisbolygóövében található aszteroida. Ljudmila Zsuravljova fedezte fel 1974. szeptember 26-án.